# 交響曲第2番 (アルヴェーン)
交響曲第2番ニ長調 作品11は、ヒューゴ・アルヴェーンが1897年から1898年にかけて作曲した交響曲。演奏時間は約50分

## 概要
第1楽章から第3楽章のスケッチがストックホルム周辺の島で書かれ、スウェーデン王立音楽アカデミーに提出されたものの、アルヴェーンが交響曲第2番の総譜を提出しなかったために奨学金を一度ストップさせた。アルヴェーンはこれにいきり立ち、留学先のオペラ鑑賞からヒントを得た前奏曲とフーガを終楽章に置いて全曲を仕上げた。初演は1899年5月2日、ステーンハンマル指揮宮廷歌劇場管弦楽団により行われた。

## 編成
フルート3（3はピッコロ持ち替え）、オーボエ2（2はコーラングレ持ち替え）、クラリネット2、バスクラリネット、ファゴット2、コントラファゴット、ホルン4、トランペット2、トロンボーン3、チューバ、打楽器奏者男女2名（ティンパニ、タムタム）、弦五部

## 構成
- 第1楽章 Moderato
- 第2楽章 Andante
- 第3楽章 Allegro
- 第4楽章 Preludo:Adagio - Fuga:Allegro energico